# Deutsch-mexikanische Beziehungen
Die Deutsch-mexikanischen Beziehungen sind das zwischenstaatliche Verhältnis zwischen Deutschland und Mexiko. Beide Länder sind laut den Angaben des Auswärtigen Amtes „traditionell, enge Partner in multilateralen Foren“. Sie sind gemeinsam u. a. Mitglieder der G-20, der Organisation für wirtschaftliche Zusammenarbeit und Entwicklung und der Vereinten Nationen.
Die Beziehungen beider Länder gehen auf das frühe 19. Jahrhundert zurück und beinhalteten engen wirtschaftlichen, kulturellen und diplomatischen Austausch. In Mexiko leben bis zu 75.000 Personen deutscher Abstammung (Deutsche Minderheit in Mexiko). 2018 lebten knapp 16.000 Mexikaner in Deutschland.

## Geschichte
Einer der ersten Kontakte zwischen Deutschland und Mexiko war die wissenschaftliche Expedition des preußischen Adligen Alexander von Humboldt, der 1803 in Mexiko eintraf und ein Jahr lang blieb, um die mexikanische Landschaft zu erforschen und die Kultur und Geschichte des Landes zu studieren. Humboldt genießt dafür auch im 21. Jahrhundert hohe Anerkennung in Mexiko und Lateinamerika. Interesse an Handel und Erzgewinnung in Mexiko zeigten bereits in den 1820er und 1830er Jahren zwei deutsche Aktiengesellschaften, die Rheinisch-Westindische Kompagnie und der Deutsch-Amerikanische Bergwerksverein. Die deutsche Botschaft in Mexiko nahm 1878, einige Jahre nach der deutschen Einigung, ihren Betrieb auf. Schon davor unterhielten deutsche Staaten wie z. B. Preußen (seit 1826) in Mexiko Handelsvertretungen.
Während des Ersten Weltkriegs (1914–1918) blieb Mexiko neutral. Während dieser Zeit erlebte Mexiko eine Revolution (1910–1920), die zeitgleich mit dem Ersten Weltkrieg stattfand. Im Januar 1917 fingen britische Agenten ein Telegramm ab, das Arthur Zimmermann, Staatssekretär für Auswärtige Angelegenheiten des Deutschen Reiches, an den deutschen Botschafter in Mexiko, Heinrich von Eckardt, schickte. In diesem Telegramm schlug Deutschland Mexiko vor, sich im Falle eines Kriegseintritts der Vereinigten Staaten auf die Seite der Mittelmächte zu stellen. Im Gegenzug und im Falle eines Sieges der Mittelmächte würde Mexiko die Gebiete Texas, Neu-Mexiko und Arizona zurückerhalten, die Mexiko im Mexikanisch-Amerikanischen Krieg 1848 an die Vereinigten Staaten verloren hatte. Das als Zimmermann-Depesche bekannte Telegramm wurde abgefangen, als es an die deutsche Botschaft in Washington D.C. weitergeleitet wurde, um nach Mexiko-Stadt weitergeleitet zu werden. Mexiko lehnte das Angebot schließlich ab und blieb während des Krieges weiterhin neutral.
Während des Spanischen Bürgerkriegs (1936–1939) unterstützten Mexiko und Deutschland die jeweils andere Seite des Konflikts, wobei Mexiko die Republikaner und Deutschland die Nationalisten unterstützte, was die Beziehungen belastete. Am 22. Mai 1942 erklärte Mexiko dem nationalsozialistischen Deutschland im Zweiten Weltkrieg den Krieg. Die Entscheidung für den Krieg wurde vom mexikanischen Präsidenten Manuel Ávila Camacho getroffen, nachdem deutsche U-Boote zwei mexikanische Öltanker im Golf von Mexiko zerstört hatten, welche Öl an die Vereinigten Staaten lieferten.
Nach dem Zweiten Weltkrieg unterhielt Mexiko sowohl mit der Bundesrepublik Deutschland (BRD) ab 1952 als auch mit der Deutschen Demokratischen Republik (DDR) ab 1972 diplomatische Beziehungen und unterhielt eine Botschaft in Bonn. Nach der Wiedervereinigung Deutschlands im Jahr 1990 nahm Mexiko Beziehungen zur Bundesrepublik Deutschland auf, und im Jahr 2000 verlegte Mexiko seine Botschaft an ihren heutigen Standort in Berlin.

## Wirtschaftlicher Austausch
Seit 1997 besteht ein Freihandelsabkommen zwischen Mexiko und der Europäischen Union, welches den Handelsaustausch erleichtert. Mehr als 2000 deutsche Firmen sind in Mexiko aktiv, wobei ein Drittel davon auch dort produziert. So zählt Mexiko für die Volkswagen AG zu den wichtigsten Märkten außerhalb Europas und die lokale Tochter Volkswagen de México besteht seit 1964. Auch Unternehmen wie Siemens, BMW oder Bayer sind in Mexiko aktiv. Insgesamt sind deutsche Firmen für mehrere 100.000 Arbeitsplätze verantwortlich. In Deutschland operieren mexikanische Unternehmen wie Cemex oder Grupo Alfa. 2020 belief sich das gemeinsame Handelsvolumen auf 20 Milliarden Euro. Deutschland war damit für Mexiko der größte Handelspartner innerhalb der Europäischen Union, und Mexiko war für Deutschland der größte Handelspartner in Lateinamerika. Zwischen den beiden Ländern werden hauptsächlich Autoteile, Automobile, Maschinen, Elektronik sowie chemische und pharmazeutische Artikel gehandelt. Auch der Austausch von Dienstleistungen wie der Tourismus spielt eine bedeutende Rolle.
Die Deutsch-Mexikanische Industrie- und Handelskammer ist für die Förderung der Wirtschaftsbeziehungen zwischen beiden Ländern zuständig. Auch Germany Trade and Invest verfügt über einen Standort in Mexiko.

## Kultur und Bildung
Deutschland unterhält ein Goethe-Institut in Mexiko-Stadt. Die fünf Deutschen Begegnungsschulen in Mexiko werden von 7000 Schülern besucht und insgesamt 86.000 Mexikaner lernen Deutsch als Fremdsprache. Der Deutsche Akademische Austauschdienst unterhält eine Außenstelle in Mexiko-Stadt und zwischen deutschen und mexikanischen Hochschulen bestehen mehr als 400 Kooperationen.

## Diplomatische Standorte
- Deutschland hat eine Botschaft in Mexiko-Stadt.[11]
- Mexiko hat eine Botschaft in Berlin und ein Konsulat in Frankfurt am Main.[12][13]

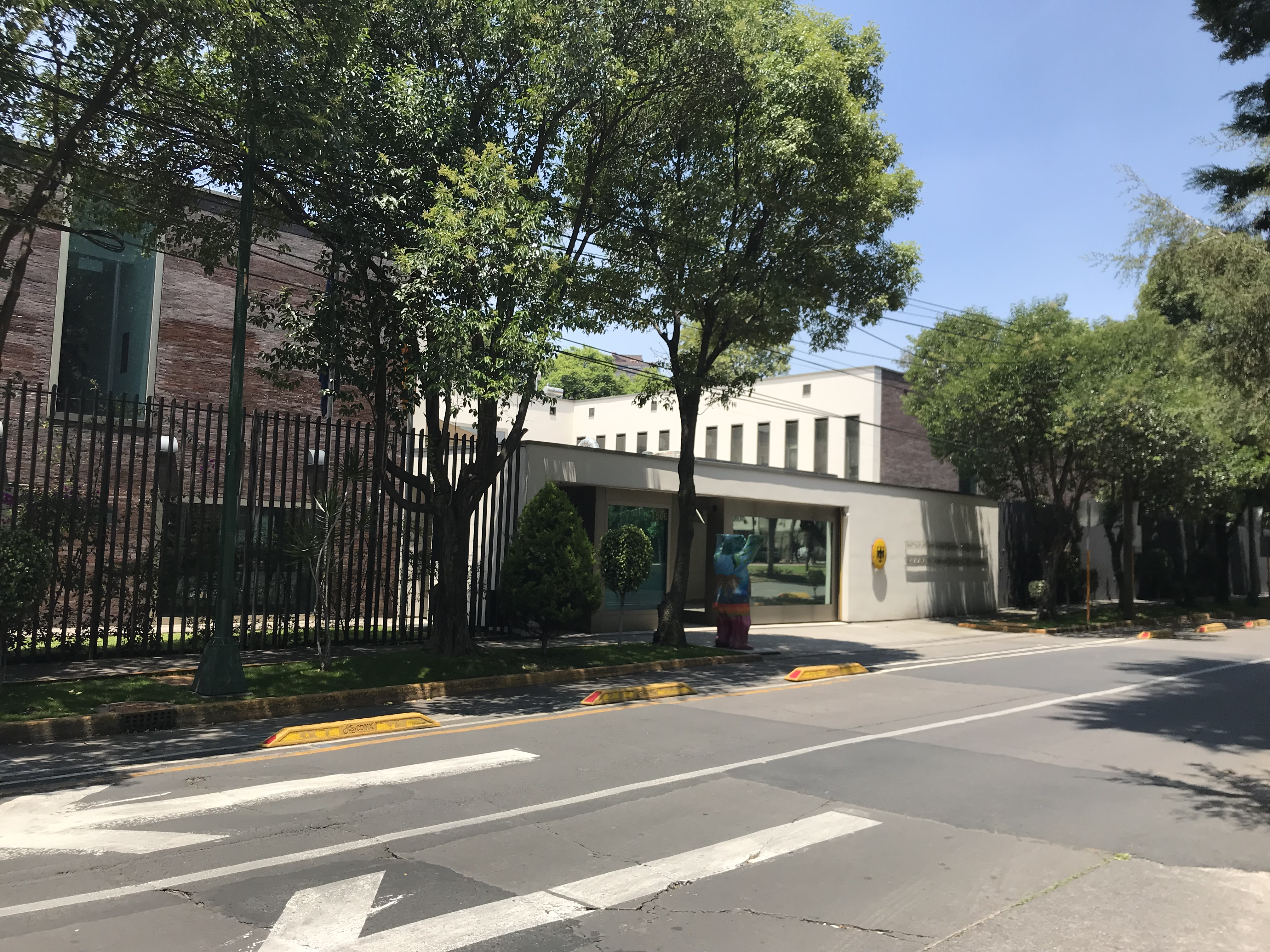
Deutsche Botschaft in Mexiko-Stadt
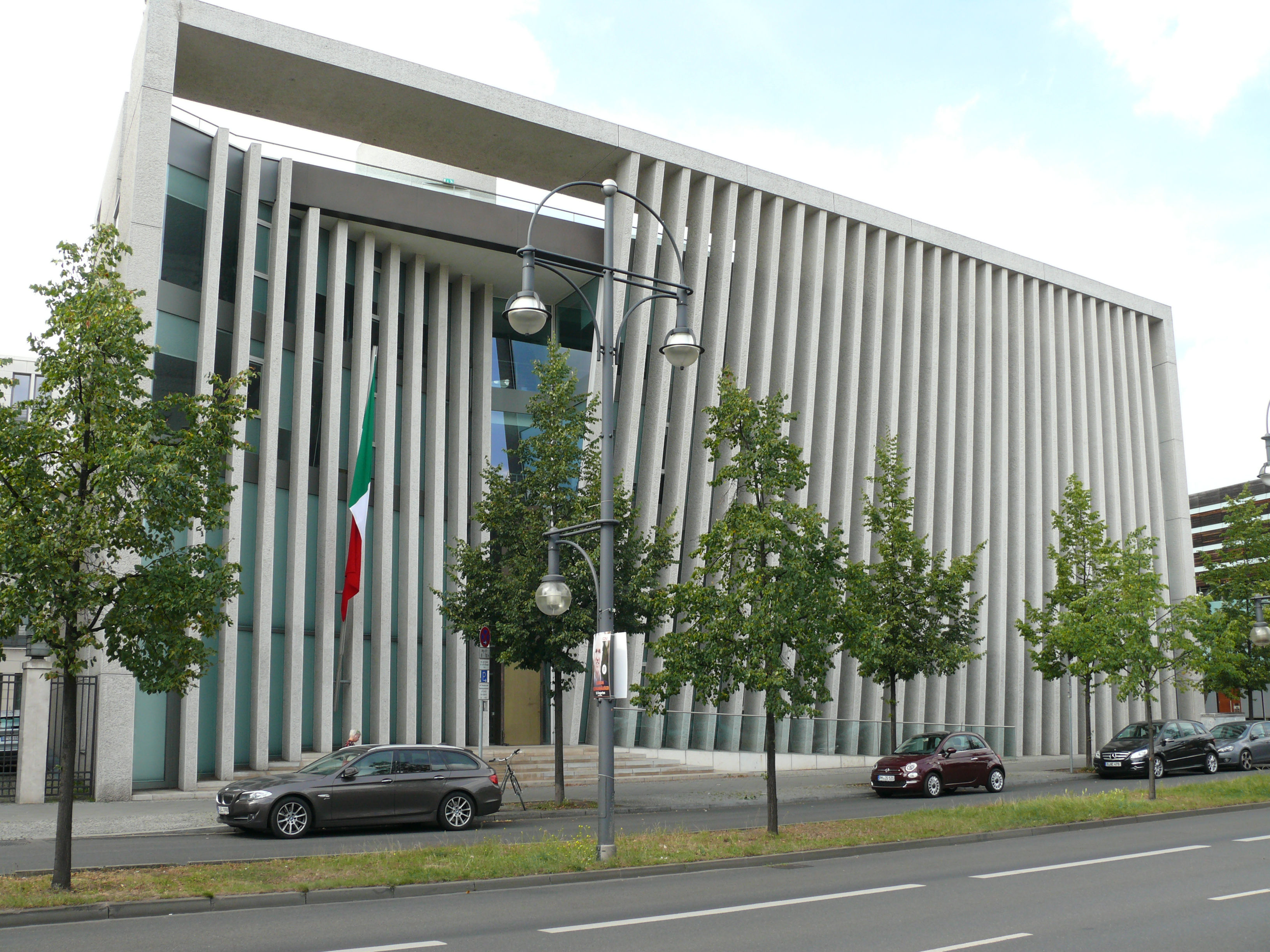
Mexikanische Botschaft in Berlin